# All That I Am (Santana)
All That I Am è il ventesimo album in studio del gruppo musicale statunitense Santana, pubblicato il 31 ottobre 2005.
L'album è arrivato in seconda posizione nella Billboard 200, in quarta in Italia, in quinta in Svizzera ed in sesta in Germania ed Austria.
Come i precedenti due album, è quasi interamente realizzato con la collaborazione di altri artisti. Tra i singoli estratti vi sono I'm Feeling You, Just Feel Better e Cry Baby Cry.

## Tracce
1. Hermes – 4:08
2. El Fuego – 4:17
3. I'm Feeling You (feat. The Wreckers) – 4:13
4. My Man (feat. Big Boi e Mary J. Blige) – 4:37
5. Just Feel Better (feat. Steven Tyler) – 4:12
6. I Am Somebody (feat. Will.i.am) – 4:02
7. Con Santana (feat. Ismaïla e Sixu Toure) – 3:18
8. Twisted (feat. Anthony Hamilton) – 5:11
9. Trinity (feat. Kirk Hammett and Robert Randolph) – 3:33
10. Cry Baby Cry (feat. Sean Paul and Joss Stone) – 3:53
11. Brown Skin Girl (feat. Bo Bice) – 4:44
12. I Don't Wanna Lose Your Love (feat. Los Lonely Boys) – 4:00
13. Da Tu Amor – 4:03